# Горобець Степан
Горобець Степан (нар. бл. 1885 р. — помер 1933) — визначний кобзар.
(У Хоткевича зазначено що називався Гаврилом). Грав на кобзі і бандурі. Подорожував на Слобідщині, жив у с. Ольшана Харківської губернії. Учень Гната Гончаренка з Ріпок. У репертуарі мав притаманні «харківській школі» думи: «Олексій Попович», «Івась Коновченко», «Азовські брати», «Невільники». Учитель Скубія. та С. Бідила.